# اشپروتسه
اشپروتسه (به آلمانی: Sprötze) یک منطقهٔ مسکونی در آلمان است که در بوخهلتس در نوردهایده واقع شده‌است. اشپروتسه ۲٬۴۳۹ نفر جمعیت دارد.